# Șasa (okręg Sălaj)
Șasa – wieś w Rumunii, w okręgu Sălaj, w gminie Ileanda. W 2011 roku liczyła 81 mieszkańców.